# 哈里斯维尔 (犹他州)
哈里斯维尔（英文：Harrisville），是美国犹他州韦伯县下属的一座城市。建市于 1850年，面积大约为3.01平方英里（7.8平方公里），海拔约为4,291英尺（1,308米）。根据2010年美国人口普查，该市有人口5,567人。